# Дербиков, Иван Васильевич
Иван Васильевич Дербиков (1899—1969) — советский геолог, доктор геолого-минералогических наук, профессор.

## Биография
Иван Дербиков родился 2 марта 1899 года. Начинал свою службу рядовым солдатом в Белой армии под командованием Колчака, однако затем продолжил участие уже в качестве разведчика — красноармейца и выполнял задания штаба вплоть до декабря 1921 года. 

После демобилизации в исполкоме города Красноярска. В 1924 году  стал студентом Томского технологического института, на факультете геолого-разведки.
По данным сайта Память народа, дата поступления на службу: декабрь 1919, дата окончания 13.11.1948. Воинское звание: ст. техник-лейтенант.
По окончании обучения получил профессию инженера-геолога (1930) и в течение 25 лет работал в Западно-Сибирском геологическом управлении, геофизическом трестоме, Березовской экспедиции. В 1939 г. под его руководством было открыто Золотушинское месторождение – одно из крупнейших и уникальных в стране по содержанию цветных металлов. 

В 1955 г. был переведен в Сибирский филиал ВНИИ геофизики руководителем лаборатории геолого-геофизического обобщения. В 1958 г. перешёл на работу в Сибирский НИИ геологии, геофизики и минерального сырья  руководителем сектора геологии минерального сырья, заместителем директора института по твердым ископаемым.

## Заслуги
Вклад Дербикова в геологию и научную жизнь СНИИГГиМ неоценим. Им было опубликовано более 70 научных работ. Были исследованы железорудные месторождения Хакасии, найдены и изучены полиметаллическое месторождение в Золотушино и боксиковое на Салаире, открыты сернокислотное сырьё и редкие металлы на Алтае. Также под его руководством в 1956 году была составлена карта  тектоники складчатого фундамента Западно-Сибирской плиты, взатая за основу при построении других современных карт тектоники фундамента.

## Труды
- Дербиков, Иван Васильевич. Тектоника фундамента и чехла Западно-Сибирского эпигерцинской платформы (Западно-Сибирской низменности) и их взаимосвязь : в 3-х т. : диссертация ... доктора геолого-минералогических наук : 04.00.00. - Новосибирск, 1957. - 425 с.
- Новые данные по геологии Алтайского края : [тезисы докладов научно-технической конференции] /Науч.-техн. горное о-во Зап.-Сиб. правл. ; [отв. ред. И. В. Дербиков]
- Дербиков, Иван Васильевич, 1899-1969 [редактор].
- Материалы по геологии Западно-Сибирского края Вып. 42 /отв. ред. проф. М. А. Усов ; отв. ред. М. М. Рунин
- Минерально-сырьевая база строительных материалов Западной Сибири : геолого-технико-экономическая характеристика /В. И. Ботвинников, М. Н. Колобков, К. М. Кузнецов, И. Л. Шаманский ; [ред. И. В. Дербиков] ; Сиб. науч.-исслед. ин-т геологии, геофизики и минер. сырья (СНИИГГИМС)
- Энергия Земли /Н. Е. Мартьянов ; под ред. И. В. Дербикова ; Сиб. отд-ние Акад. наук СССР, Геогр. о-во СССР, Новосиб. отд., Сиб. науч.-исслед. ин-т геологии, геофизики и минер. сырья М-ва геологии СССР.
- Дербиков, Иван Васильевич.Железорудные месторождения горной шории в свете вулканогенно-осадочной теории рудообразования [Текст] / И. В. Дербиков, И. С. Руткевич. - Новосибирск : [б. и.], 1971. - 89 с. : ил.; 20 см. - (Труды Сибирского научно-исследовательского института геологии, геофизики и минерального сырья Министерства геологии СССР. Закономерности размещения и образования полезных ископаемых; Вып. 125)
- Геолого-геохимические особенности главнейших фосфоритоносных Алтае-Саянской складчатой области [Текст] / А. С. Михайлов, А. О. Смилкстын, Н. И. Светлицкий, М. В. Суховерхова ; Науч. ред. д-р геол.-минерал. наук И. В. Дербиков. - Москва : Недра, 1970. - 103 с. : черт.; 26 см. - (Труды Сибирского научно-исследовательского института геологии, геофизики и минерального сырья "СНИИГГиМС"/ М-во геологии СССР; Вып. 48)

## Награды
Награждён орденами Трудового Красного знамени и «Знак Почета», медалью «За доблестный труд в Великой Отечественной войне 1941–1945 гг.».

## Память
ИВАН Васильевич Дербиков: [Некролог] // Вулканизм и рудообразование. — Новосибирск, 1969. — С. 3-4, [1] л. портр. — (Тр. Сиб. НИИ геологии, гео физики и минер, сырья; Вып. 90). — Сб. посвящен памяти И. В. Дербикова.
ВУЛКАНОГЕННО-ОСАДОЧНОЕ рудообразование в Сибири: [Памяти И. В. Дербикова]. — Новосибирск, 1980. — 143 с.: карты. — (Сб. науч. тр. / Сиб. НИИ геологии, геофизики и минер, сырья; Вып. 274). — Библиогр. в конце ст.
В 1999 году в Новосибирске отметили 100-летие И. В. Дербикова (Календарь знаменательных и памятных дат по Новосибирской области, 1999 год)
В 2024 году Геологический институт РАН отметил 125-летие И. В. Дербикова